# Atze Oosterhoff
Atze Oosterhoff (Ternaard, 13 februari 1906 – Hoogeveen, 10 augustus 1994) was een Nederlandse burgemeester.
Hij werd geboren als zoon van Johannes Luitzen Oosterhoff (1871-1938), toenmalig burgemeester van Westdongeradeel, en Botje Rollema (1872-1948). A. Oosterhoff was gemeentesecretaris van Wonseradeel voor hij daar in 1954 benoemd werd tot burgemeester. In de wederopbouwjaren waren er veel veranderingen. Toerisme was in ontwikkeling in Wonseradeel, bijvoorbeeld bij de recreatievoorzieningen aan de IJsselmeerkust, zoals De Holle Poarte. Oosterhoff maakte ook de opkomst mee van de Aldfaers Erf-Route. In 1971 ging hij met pensioen.
Voor de CHU was hij van 1958 tot 1970 lid van de Provinciale Staten. Verder was hij vanaf eind 1975 nog enige tijd waarnemend burgemeester van Rauwerderhem.
- International Standard Name Identifier: 0000 0003 9626 8687
- Nederlandse Thesaurus van Auteursnamen: 241655994
- Virtual International Authority File: 291086487
- WorldCat: E39PBJwdjyG3YHRJDHGvjCBMfq